# 東京ストアー
株式会社東京ストアー（とうきょうストアー）は、石川県金沢市初のスーパーマーケットで、北陸地方初のセルフサービス方式を導入した食品スーパーである。
また、石川県内の地場資本のスーパーでは上位のスーパーチェーンでもあった。
2013年（平成25年）1月18日、金沢地方裁判所に民事再生法の適用を申請した。
2013年（平成25年）12月25日時点では5店舗の営業は継続していた。
2014年（平成26年）2月28日に田上・西南部・小松幸町・畝田の4店がアルビスの店舗として開業することになり、東京ストアーの店名で営業する店舗は消滅することになった。

## 概要

### 創業から多店舗化・多店化へ
箕田正平が
石川県七尾市の御祓川沿いの闇市に約5m2の簡素な建物で「みのた商店」として食料品小売店を創業したのが始まりである。
仕入に注力して新鮮さを売り物として、露天商ながら、通常の食料品店と同じレベルと買い物客から見做されるようになり、1948年（昭和23年）頃には七尾駅前の銀座商店街で共同店舗の一角に約20m2の店舗を構えるようになった。
1951年（昭和26年）には塩干物を中心とした食料品の卸となって、店舗も約4倍に拡張した。
1959年（昭和34年）5月に「（初代）株式会社東京ストアー」を設立して同年6月24日に金沢市堅町55に金沢で初めてのスーパーマーケットを開業した。
北陸地方初のセルフサービス方式を導入した食品スーパーであったことから、当初は消費者も慣れずにおっかなびっくりで買い物をする状況であったが、品質の良い食料品が豊富に揃っていて価格も安定していることを知るようになり、売上が一気に伸びて開業2年目で経営が軌道に乗ることになった。
1960年（昭和35年）に「有限会社みのた商店」を設立して七尾の店舗を法人化し、1961年（昭和36年）に同社で飲料水の製造と塩干物の加工を開始した。
金沢市の食品スーパーの草分け的存在として地域密着型の小型店を次々と出店し、新店舗の開店毎に生鮮食品の品揃えの拡充を進めた。
そして、1965年（昭和40年）9月に「（2代目）株式会社東京ストアー」を設立し、1966年（昭和41年）には「富士センター」を吸収合併した。
1967年（昭和42年）に豆腐・油揚げ「株式会社にのみや」を設立したのを皮切りに、パン・和菓子の「あずま」など自社で扱う食品の製造会社を設立した。
また、高級和牛肉コーナーを開設するなど生鮮品の品質に定評があったほか、人気の地場レストランとドレッシングの独自商品を開発したほか、残留硝酸態窒素量の平均値など人体に有害とされる物質の含有量も含めた野菜の安全性のデータ表示を他社に先駆けて始めるなど「価格は少々高めだが、品物がいい」との評価を得ていた。
その結果、人口約45万人の金沢市を中心とする商圏は周辺を合わせると60万人以上の人口を抱える北陸随一の市場を当社やマルエーなどの地場スーパーが独占し、石川県内大手の老舗スーパーとして最盛期の2001年（平成13年）3月期には石川県内17店舗で約182億円の売上高を上げた。
また、1972年（昭和47年）8月に美術品販売の「株式会社正観堂」を設立したほか、「東京ハートフェルト株式会社」や「東京上海友誼商店株式会社」などの輸入商社の設立に参画してバブル期の1990年前後に中国との貿易事業を手掛けるなど多角的な経営を進められた。
2000年（平成12年）1月には日本のスーパーとしてはいち早くネットスーパーに進出し、生鮮品を中心に販売を行っている。

### 多角化の失敗と競争激化
多角化の一環として進められた中国事業の失敗により約10億円の赤字を抱えて財務面が悪化したため、創業者の箕田能昌から経営を引き継いだ娘婿の箕田秀夫はその建て直しに取り組むなど経営の足かせとなった。
また、店舗展開においても1994年以降に大型店化を進めるなど食品スーパーの郊外化・大型化への対応が競合他社よりやや遅れ、北陸随一の豊かな商圏に慣れすぎて価格競争力に劣るとされる金沢を地盤とする地場スーパーとの競争しか経験がなかった。
そこへ、不況の長期化や人口が伸び悩む中で富山県で激しい競争を繰り広げてきたアルビスや大阪屋ショップが進出してきたほか、石川県七尾市を地盤とする山成商事（店舗名どんたく）、岐阜県に本拠を置くバローといった圏外からの食品スーパーの進出が相次いだため競争が激化し、2006年（平成18年）にはアルビスと大阪屋、バローの3社だけでも北陸で50店舗近くの出店構想を持つ全国有数の食品スーパー激戦地となった。
そうした競争激化を受けて小松市の既存店隣接地に2006年（平成18年）11月23日に業務用スーパーを全国展開しているトーホーのフランチャイズ第1号店としてA‐プライス東京ストアー小松幸町店を開店して新業態で独自性を打ち出すなどの対応策を採った。
約100メートルしか離れていない場所へアルビス寺井店が進出したマリータウン体養店や直線距離で約1キロの場所に大阪屋ショップ近岡店が進出した三ツ屋店のように競合他社の打ち出す低価格戦術に敗れる状況が生じるなどこうした競争の激化を受けて売上高が減少し、2011年3月期には売上高約151.72億円で1億円を超える損失となった。

### 再建への取組み
業績の悪化を受け、2009年（平成21年）4月に横山町店、2011年（平成23年）8月にはマリータウン体養店（20日）と三ツ屋店（30日）と不採算店となっていた店舗を閉鎖し、同年9月から中小企業金融円滑化法を利用して金融機関から借入金の返済条件変更を受けるといった対応策を採ったものの2012年（平成24年）3月期は売上高約136億円で約2.5億円の損失となって経営再建はなかなか進まなかった。
また、主力金融機関(メインバンク)である金沢信用金庫も2010年（平成22年）3月期に信金中央金庫から135億円の支援を受けるほど経営が悪化しており、強力な支援は困難な状態にあった。
そのため、2012年（平成24年）2月に金沢の1店舗を閉鎖し、同年9月には資金繰りのために複数の企業との交渉の結果最も条件が良かったバローに3店舗（野々市市のフレッシュアリーナ押越店とフレッシュアリーナ新庄店、小松市の串店）を事業譲渡し、同時に主要役員が退任したほか早期退職者の募集を行って正社員だけでも約120名が退職して正社員を30人弱に減らすといった大規模な事業再編を行った。
だが、この事業再編の際に多人数の退職に伴って多額の退職金が発生して分割支払を余儀なくされたほか、好立地で好採算の店舗を競合他社に譲渡したことは「自ら危機にあることを如実に示してしまった」形となって経営危機が言われ始める結果を招き、この信用不安の拡大が決済条件の変更や数量制限を打ち出すなど債権保全に向けた動きが加速させ、一部店舗では陳列棚の品薄感が顕著となって客足減につながるという悪循環を招く結果となった。
そして2013年（平成25年）1月11日前後に当社幹部が北陸の有力スーパー数社を訪問して金沢市にある西南部店など2店舗を「18日までに1店につき1億円以上の手付金を払ってほしい」との条件で売却を持ちかけたものの不調に終わった。

### 民事再生法による再建へ
先述の店舗売却策が不調となったため、2013年（平成25年）1月18日に負債総額約55億円を抱えて金沢地方裁判所に民事再生法の適用を申請して保全命令を受けることになった。
この民事再生法適用申請時点では、経営陣が引き続き経営を行い、パートや契約社員を含む従業員約500人の雇用を維持すると共に全11店舗は営業を続け、「裁判所の監督下で最もいい再建方法を探る」として自力再建とスポンサー確保の両にらみで再建の可能性を探るとしている。
しかし、事業再編の過程でバローへ好立地で好採算の店舗を売却してしまっているため「一部の優良店だけならともかく、会社まるごと引き受けるのは難しい」とされ、民事再生法適用申請時点では再建支援を申し出ているスポンサー企業はない状況となっていた。
その後2013年（平成25年）2月6日に、代表取締役社長の箕田秀夫が責任を取って同年2月20日付で辞任し、新たな経営陣として同日付で同社生え抜きの赤倉一郎が新社長に就任し、箕田啓子が専務取締役に、岩城馨と山本武範が常務取締役に就任することになった。
また、11店舗中6店舗を閉鎖して第三者へ譲渡して、5店舗へ縮小して営業を継続する方針も合せて発表された。
その方針に沿って片町店、野町店、金石店の3店は2月末に、内灘店と御経塚店は3月20日に、千代野店は3月末に閉店することになった。
これらの閉鎖店舗利用者のサービスの維持と売上の維持や収益の増加を図ることを目指して、宅配事業を強化する方針も打ち出している。
なお、閉鎖予定の店舗の譲渡については石川県内外の企業数社から問い合わせがあり各店の譲渡先の選定を順次始めているものの、2月中旬時点では具体的な承継先や承継時期は決まっていない状況となっている。
また、民事再生法適用後の2013年（平成25年）1月19日以降は従来210円毎に付与されていた買い物客向けのポイントカード「ふれあいカード」へのポイント付与を停止し、同日以降はレシートに押印して新たなポイント制度に移行する準備に入った。
この移行に伴ってその時点で残っていたポイントは同年2月1〜11日にポイント相当の「お買い物券」に交換され、発行済みのポイント券や商品券も2月11日まで利用可能とし、以降は無効となることが発表された。
しかし、当初から一転、ポイント制度は民事再生手続き開始以前の内容のまま再開することが発表された。中止期間中のポイントも判子が押されたレシートを提示すれば付与が受けられる。また、閉鎖となる店舗を利用していて今後他の東京ストアーの店舗を利用しない会員は、カード内のポイントをお買い物券と交換することができる。

### アルビスの子会社へ
2013年（平成25年）12月25日に新会社を設立して店舗や事業を承継し、アルビスが2014年（平成26年）2月末にその新会社の全株式を取得し完全子会社化することが発表された。
2014年（平成26年）1月17日、100%子会社である株式会社ATSとの間で、「平成26年2月27日をもってATS社にスーパーマーケット事業を承継させること」を内容とする吸収分割契約を締結するとともに、アルビスとの間で、「同日付でアルビスに対してATS社株式の全部を譲渡すること」を内容とする株式譲渡契約を締結。
傘下入りに伴ってアルビスへ店舗名を変更し、従業員約300人の雇用を維持する方向で調整が進められ、2014年（平成26年）2月28日に田上・西南部・小松幸町・畝田の4店がアルビスの店舗として営業を開始し、東京ストアーの店名で営業する店舗は消滅することになった。
ただし、JR金沢駅構内で営業する「スプーンステーション」については、「金沢百番街」を運営する金沢ターミナル開発から立ち退きを求めて金沢地方裁判所に提訴されていたが、2014年（平成26年）2月18日までに和解が成立し、スプーンステーションの営業は20日までで営業を終了した。
当社による営業の終了翌日の21日から金沢百番街を運営する金沢ターミナル開発が従業員やテナントも引き継いで、「100banマート」としてほぼそのまま営業を続けることになった。
東京ストアーの法人自体はアルビスへの事業譲渡後も存続していたが、2017年（平成29年）3月23日に法人格が消滅した。

## 沿革
- 1948年（昭和23年）頃 - 七尾駅前の銀座商店街で共同店舗の一角に約20m2の店舗を開設[14]。
- 1959年（昭和34年）
  - 5月 - 「（初代）株式会社東京ストアー」を設立[3]。
  - 6月24日 - 金沢市堅町55に[15]金沢で初めてのスーパーマーケットを開業[9]。
- 1960年（昭和35年） - 「有限会社みのた商店」を設立して七尾の店舗を法人化[16]。
- 1961年（昭和36年） - 「有限会社みのた商店」が飲料水の製造と塩干物の加工を開始[16]。
- 1965年（昭和40年）9月 - 「（2代目）株式会社東京ストアー」を設立[4]。
- 1966年（昭和41年） - 富士センターを吸収合併[17]。
- 1967年（昭和42年） - 「株式会社にのみや」を設立[13]。
- 1968年（昭和43年） - 金沢市二宮町8-10に本部を移転[13]。
- 1972年（昭和47年）8月 - 美術品販売の「正観堂」を設立[21]。
- 1973年（昭和48年） - 金沢市片町に地下1階・地上5階建ての東京ストアビルを建設[21]。
- 2000年（平成12年）
  - 1月 - ネットスーパーに進出[22]。
  - 12月 - フレッシュアリーナ押越店開店。
- 2006年（平成18年）11月23日 - トーホーのフランチャイズ第1号店となるA‐プライス東京ストアー小松幸町店開店[24]。
- 2007年（平成19年）5月26日 - JR金沢駅西口ビル「くつろぎ館」2階に100ban(番)マート開店[40]。
- 2013年（平成25年）
  - 1月18日 - 民事再生法の適用を金沢地方裁判所に申請[8][広報 3]。
  - 2月20日 - 社長を含む経営陣の刷新
  - 2月22日 - 金沢地方裁判所が民事再生手続きの開始決定[32]。（再生計画提出期限:7月19日[32]）
  - 6月11日 - 本部を西南部店2階に移転。[広報 4]
  - 12月25日 - アルビスが新会社を完全子会社化して事業を継承することで基本合意したと発表[11]
- 2014年（平成26年）
  - 2月21日 - 旧東京ストアーのスプーンステーションが金沢ターミナル開発直営の「100banマート」として開業[38]。
  - 2月28日 - 旧東京ストアーの田上・西南部・小松幸町・畝田の4店がアルビスの店舗として営業を開始[36]。
- 2017年（平成29年）3月23日 - 東京ストアーの法人格が消滅[39]。

## 運営していた店舗業態
- 東京ストアー - 金沢市にある西南部店、小松市にある小松幸町店[11]
- フレッシュアリーナ - 金沢市田上町にある田上店[41]、畝田店[11]
- スプーンステーション（100ban(番)マート） - 2007年5月26日にJR金沢駅西口ビル「くつろぎ館」2階に開店した都市型商業施設内の店舗[40]。金沢市高尾台のフレンチ・レストラン「MEGU(メグ)」と共同開発したドレッシング[42]など人気の地場レストランと提携した商品の販売も行っていた[19]。
- A‐プライス - トーホーが展開している卸売りスーパー業態の店舗をフランチャイズとして展開[24]。2007年（平成19年）5月26日の小松幸町店が第1号店となった[24]。

- 「東京」の名を冠しているが、東京都内には出店しておらず、企業自体も東京とはまったく関係がなく、創業者が一流のスーパーマーケットを目指したかったという理由から冠したものである。[43]

## 過去にあった店舗

### 金沢市
- 竪町店（金沢市堅町55[15][44]、1959年（昭和34年）6月24日開店[15] - ?閉店）

売場面積330m2
食料品・衣料品・雑貨
- 片町店（金沢市片町1-3-10[45][46]、1959年（昭和34年）6月開店[45] - 2013年（平成25年）2月末閉店[32]）

延べ床面積2,869m2
売場面積358m2 → 1,157m2
地下1階から2階までの3フロアの店舗だった。
跡地には「ファースト・レーベン竪町」が立地している。
- 野町店（金沢市石坂与力町12[15][44]、1962年（昭和37年）8月10日開店[15] - 2013年（平成25年）2月末閉店[32]）

売場面積350m2
食料品・衣料品・雑貨
当社の2号店。
跡地は分譲されている。
- 長土塀町店（金沢市長土塀町6番町[15][44]、1964年（昭和39年）12月18日開店[15] - 1977年（昭和52年）閉店[14]）

売場面積260m2
食料品・雑貨
- 馬場店（金沢市馬場町5-36[49]、1963年（昭和38年）12月25日開店[50] - ?閉店）

延べ床面積263m2、売場面積230m2
食料品・雑貨
- 金石店（金沢市金石東3-2-15[51][52]、1968年（昭和43年）11月10日開店[51] - 2013年（平成25年）2月末閉店[32]）

延べ床面積990m2、売場面積660m2
当社の標準的なスーパーマーケット業態を確立した店舗とされていた。
跡地は宅地化されている。
- 横山町店（金沢市横山町497-2[53]、1971年（昭和46年）開店[14] - 2009年（平成21年）4月[26]7日閉店[要出典]）

延べ床面積1,363m2、売場面積1,225m2
石川県内で初めて全てオープンケースを使用したモデル店舗として開店した。
跡地は分譲されている。
- 額店（金沢市大額2-48[55]、1975年（昭和50年）12月開店[55] - 2012年（平成24年）2月26日閉店[要出典]）

延べ床面積3,541m2、売場面積1,308m2。
東友ショッピングプラザ内にあった。現在は「コープおおぬか」となっている。
- 西南部店（金沢市八田市出町264[56]、1977年（昭和52年）5月開店[56]）

売場面積1,155m2
2014年（平成26年）2月28日にアルビスの店舗として営業を開始。
- 四十万店（金沢市四十万町5-119[56]、1979年（昭和54年）4月開店[56][57] - 1998年（平成10年）閉店）

売場面積799m2
- 三ツ屋店（金沢市三ツ屋町[58]、1996年（平成8年）6月開店[59] - 2011年（平成23年）8月30日閉店[25]）

直線距離で約1キロへの大阪屋ショップ近岡店の出店で打撃を受けて閉店となった。
- フレッシュアリーナ畝田店（金沢市畝田西3-1街区11[60]、2003年（平成15年）10月開店[60]）

延べ床面積2,344m2、売場面積1,581m2。
2014年（平成26年）2月28日にアルビスの店舗として営業を開始。
- フレッシュアリーナ田上店（金沢市田上町56街区29[60]、2003年（平成15年）10月開店[60]）

延べ床面積2,344m2、売場面積1,581m2。
2014年（平成26年）2月28日にアルビスの店舗として営業を開始。
- スプーンステーション（JR金沢駅構内[37]、?開店 - 2014年（平成26年）2月20日閉店[37]）

金沢ターミナル開発直営の「100banマート」として21日から従業員やテナントも引き継いでほぼそのまま営業を継続。

### 野々市市
- フレッシュアリーナ新庄店（野々市市新庄6丁目[61]、1996年（平成8年）12月20日開店[59] - 2012年（平成24年）9月10日閉店[61][28]）

売場面積約1,989m2
直営のインストアベーカリーを併設していた。
2012年（平成24年）10月18日にバロー新庄店（売場面積約486坪）が開業したが、2016年（平成28年）1月31日を以って閉店。現在は「ホームセンタームサシプロ資材館金沢南店」となっている。
- 矢作店（1997年（平成9年）12月18日開店 - 2002年（平成14年）7月閉店）
- フレッシュアリーナ押越店（野々市市押越1丁目[61]、2000年（平成12年）12月17日開店 - 2012年（平成24年）9月12日閉店[61]）

バローに事業譲渡された、同年11月8日にバロー押越店（売場面積約620坪、駐車場150台）が開業した。
- フレッシュアリーナ御経塚店（野々市市、?開店 - 2013年（平成25年）3月20日閉店[32]）

直営のインストアベーカリーを併設していた。
2015年（平成27年）3月4日に店舗跡にドラッグストア「クスリのアオキ御経塚あやめ店」が開業。

### 小松市
- 小松店（小松市土井原町178[66]、1966年（昭和41年）3月10日開店[67] - ?閉店）

延べ床面積480m2、売場面積338m2
- 小松幸町店（小松市幸町3-120-1[68]、1995年（平成7年）12月開店[68]）

延べ床面積2,344m2、売場面積1,346m2。
2014年（平成26年）2月28日にアルビスの店舗として営業を開始。
- 串町店（小松市串町11-1[68]、1997年（平成9年）10月30日開店[69] - 2012年（平成24年）9月4日閉店[61]）

延べ床面積2,916m2、売場面積1,892m2。
バローに事業譲渡され、2012年（平成24年）11月1日にユース串店が開業した。2013年（平成25年）10月1日にはユースがバローに吸収合併されて店名がバローに切り替えられることになった。

### 松任市
- 富士ショッピングセンターセンター（松任市中町27[45]、1961年（昭和36年）8月8日開店[45] - ?閉店）

延べ床面積594m2、売場面積450m2
1966年（昭和41年）に富士センターを吸収合併して出店した。
- 松任店（白山市中町50[72]、1976年（昭和51年）7月2日開店[73] - 2010年（平成22年）8月1日閉店[74]）

敷地面積約3,300m2、鉄骨造り2階建て塔屋3階、延べ床面積約7,875m2、店舗面積約3,468m2（当社店舗面積約835m2）、駐車台数約130台（屋上駐車場約100台）。
地元商店主らが設立した松任中央ビル協同組合が建設した松任市初の共同店舗で中町商店街のほぼ中間の場所に開設された中心部の中核施設であったショッピングセンター「ジョイモール」に出店していた食品スーパーで、衣料品は2階の「ウイングみやなが」が販売していた。
郊外への競合する大型店進出や市街地空洞化の影響で低迷し、閉店となった。
その後「ジョイモール」自体も8月15日に閉鎖、現在はファミリーマートとなっている。
- 千代野店（松任市千代野東5-1-1[76]（現・白山市）、1981年（昭和56年）11月19日開店[76] - 2013年（平成25年）3月末閉店[32]）

敷地面積約8,255m2、鉄骨造り2階建て、延べ床面積約4,390m2、店舗面積約3,091m2（当社店舗面積約750m2）、駐車台数約300台。
福進チェーン（約550m2）と共に千代野ニュータウンの近隣センターの「グリーンベル」の核店舗であった。
跡地はゲンキーが出店している。

### その他
- 内灘店（河北郡内灘町向陽1丁目144[78]、1977年（昭和52年）6月開店[79] - 2013年（平成25年）3月20日閉店[32]）

敷地面積約5,172m2、鉄筋コンクリート造1階建て塔屋1階、延べ床面積約4,114m2、店舗面積約2,825m2（当社店舗面積約961m2）、駐車台数約200台。
ショッピングセンター・コーヨーの核店舗として出店した。
マルエーに譲渡された。
- マリータウン体養店（能美市寺井町[58]、1996年（平成8年） 開店[25] - 2011年（平成23年）8月20日閉店[25]）

売場面積636m2
約100メートルしか離れていないアルビス寺井店の出店で打撃を受けて閉店となった。
跡地は天翔閣が立地している。

## 過去にあった事業所
- 本部・集配送センター（金沢市二宮町8-10[82]）

集配送センター面積726m2
- 精肉センター（金沢市二宮町ハ-10[56]）
- 総菜工場[18]
- 有限会社みのた商店工場（七尾市白銀町[16]）

1961年（昭和36年）に飲料水の製造と塩干物の加工を開始。

## 過去にあった関連企業
1970年代末には、下記の5社合計で年商約5億円を上げていた。
- 有限会社みのた商店（七尾市大手町133[83] → 七尾市相生町[14]、1960年（昭和35年）設立[16]）

能登全域を対象として営業していた。
- 株式会社 東京栄養食品（七尾市大手町[84] → 七尾市相生町[14]）
- あずま（金沢市二宮町[14]、パン・和菓子[18]）

当社本部敷地内に製パン工場を建設。
- 株式会社にのみや（金沢市二宮町[14]、1967年（昭和42年）設立[13]、豆腐・油揚げ[18]）
- 美術サロンゆたか（金沢市片町[14]、1972年（昭和47年）8月設立[21]、美術品販売[21]）

「株式会社正観堂」として設立
- 東京ハートフェルト株式会社（輸入商社[18]）
- 東京上海友誼商店株式会社（輸入商社[18]）

中華人民共和国の上海友誼商店と上海市中北旅行社、日本側が当社と横浜貨物総合、ユーロピアン・エンタープライズが出資して設立した。

## 過去にあった自社開発商品
- SIG - 完全手作りのハム・ソーセージ[18]
- 佐助みかん - ワックス未使用の和歌山県産ミカン[18]

#### 広報資料・プレスリリースなど一次資料
1. ↑  ふれあいカードについてのお詫びとご案内東京ストアー 2013年2月28日
2. ↑  スポンサーとの最終契約締結のお知らせ東京ストアー 2014年1月17日
3. ↑  民事再生申し立てのお知らせ東京ストアー
4. ↑  本部移転のご案内 東京ストアー (2013年5月31日)[リンク切れ]